# Sân vận động Couto Pereira
Major Antônio Couto Pereira là một sân vận động bóng đá nổi tiếng tại Curitiba, Brasil và là sân nhà của câu lạc bộ bóng đá Coritiba Foot Ball Club với sức chứa 40,310 người.